# Die Bluthochzeit
Die Bluthochzeit ist ein deutsch-belgischer Film aus dem Jahr 2005, der auf einem Comic von Jean Van Hamme sowie Hermann Huppen basiert. Regie bei der schwarzen Komödie führte Dominique Deruddere, der auch das Drehbuch schrieb.

## Handlung
Der egomanische und cholerische Hermann Walzer hat das Festmahl der Hochzeit seines jüngeren Sohnes Mark im Burgrestaurant des sich am Rande der Pleite bewegenden Hoteliers Franz Berger gebucht. Walzer möchte die renovierungsbedürftige Burg schon länger von Berger kaufen. Dieser lehnte das aber bisher ab. Auch an diesem Tag erscheint Walzer bei Berger in der Küche, händigt ihm ein Angebot in einem Umschlag aus und verlangt eine definitive Entscheidung bis zum Abend desselben Tages.
Schon der erste Gang des Menüs führt zum Eklat, da die Shrimps angeblich verdorben sind. Walzer ist empört und bringt die komplette Hochzeitsgesellschaft von ca. 14 Personen dazu, das Restaurant zu verlassen. Der Wirt Berger sperrt nun die Braut und ihre Schwiegermutter in den Toiletten ein, weil die beiden noch dort waren, um das Kleid zu säubern, welches in der Aufregung mit Wein bekleckert worden war – derweil sperrt Berger die Hochzeitsgesellschaft, die das Fehlen der Braut und der Mutter des Bräutigams erst nach Verlassen des Geländes bemerken, durch das Schließen des Gittertors der Burg aus. Er verweigert deren Freilassung, solange die Rechnung nicht bezahlt ist.
Ein Kampf auf Leben und Tod beginnt. Verschärfend kommt hinzu, dass Walzer und sein älterer Sohn Andy Jäger sind und ihre Jagdgewehre im Wagen dabei hatten, und auch Berger eine alte Flinte besitzt. Der idyllische Landgasthof wird zur belagerten Festung, in der die Gewalt zwischen den beiden Gegnern eskaliert. Walzer kümmert es wenig, dass auch Unbeteiligte in Mitleidenschaft gezogen werden, und auch der anfangs besonnene Berger verliert zunehmend die Nerven. Alle Versuche, die starrköpfigen Kampfhähne zu stoppen, scheitern.
Eines der zentralen Themen ist, dass Walzer von seinem Sohn Mark tief enttäuscht ist, weil dieser nicht so draufgängerisch ist wie er, sein Vater, es sich wünscht – der Sohn wiederum ist verbittert, weil sein Vater noch niemals gezeigt hat, stolz auf ihn zu sein. Auch in dieser Situation ist Mark stets auf Ausgleich, Deeskalation bzw. Nachgeben aus, während sein Vater immer die Konfrontation sucht und sein Ziel auch bis zum bitteren Ende zu verfolgen sucht. Er wird in dieser Haltung von seinem älteren Sohn bestärkt, der ähnlich aggressiv agiert und ihm permanent beipflichtet.
Am Ende treffen fast alle Protagonisten auf dem Hof der Burg aufeinander. Die Eskalation wird schließlich nur dadurch durchbrochen, dass der Bräutigam seinen Vater von weiteren Taten abhält, indem er ihn überwältigt und mit mehreren Faustschlägen ins Gesicht schlägt. Jetzt ist Vater Walzer das erste Mal sichtbar stolz auf seinen jüngeren Sohn, sinkt entspannt zu Boden und lässt von weiteren Gewalttaten ab – zumal seine Ehefrau und die Braut inzwischen von Angestellten des Hotels befreit wurden.
Die Situation zwischen Walzer und Berger wird allerdings nicht weiter aufgelöst. Bevor die inzwischen zahlreichen Verletzten ins Krankenhaus gefahren werden, stehen sich beide zwar nochmals Auge in Auge gegenüber und blicken sich in einer Mischung aus Zorn und Hilflosigkeit lange an – wie der Streit um die Rechnung und der um den Kauf der Burg endet, bleibt offen.

## Kritiken
„Eine nach einem populären Comic-Buch gestaltete Mischung aus übersteigerter Groteske und Eifel-Western, die im ‚freien Spiel‘ der Kräfte menschliche Unzulänglichkeiten aufspießt. Formal nicht reizlos, bleibt der Entwurf trotz einiger fulminanter darstellerischer Auftritte zu plakativ und findet auch im zentralen Konflikt der Generationen zu keiner glaubwürdigen Aussage.“

„Die Geschichte, die der Belgier Dominique Deruddere in Die Bluthochzeit erzählt, hat etwas von einer klassischen Fallstudie. Jede seiner Wendungen illustriert die Mechanismen von Macht und Gewalt. Eine Deeskalation erscheint von Minute zu Minute unwahrscheinlicher. Doch trotz ihres Lehrstück-Charakters wirkt diese Verfilmung des gleichnamigen Comics von Jean van Hamme und Hermann nicht im geringsten didaktisch. Der Geist von Brecht schwebt zwar über diesem Projekt, allerdings hat Deruddere auf jede Art von Verfremdung verzichtet und statt dessen ganz auf die Erzähltraditionen klassischer Hollywood-Genrefilme gesetzt.“

„Die Bluthochzeit ist eine hochklassige, extrem spannende Genre-Mixtur aus schwarzer Komödie und Rachethriller, der vom kraftvollen Spiel der Fernseh-‚Nachtschicht‘-Partner Rohde und Ochsenknecht überragt wird. Mehr als nur ein Geheimtipp! Fazit: Provinz-Burleske über den Miniaturkrieg zweier Dickköpfe und die Eigendynamik von Gewalt“

## Auszeichnungen
Danny Elsen gewann für Die Bluthochzeit sowie für Buitenspel, Vendredi ou un autre jour und Verlengd weekend den Joseph Plateau Award in der Kategorie Beste belgische Kamera.
Der Film nahm am Wettbewerb des Valladolid International Film Festival teil, musste sich aber Matías Bizes En la cama geschlagen geben.
Die Deutsche Film- und Medienbewertung FBW in Wiesbaden verlieh dem Film das Prädikat wertvoll.